# NGC 4222
NGC 4222 (również PGC 39308 lub UGC 7291) – galaktyka spiralna (Scd), znajdująca się w gwiazdozbiorze Warkocza Bereniki. Odkrył ją William Herschel 8 kwietnia 1784 roku. Należy do Gromady w Pannie.